# 速鳥 (駆逐艦)
速鳥（はやとり）は、大日本帝国海軍の駆逐艦で、春雨型駆逐艦の3番艦である。

## 艦歴
1903年8月24日、横須賀造船廠で竣工し、軍艦に編入され駆逐艦に類別。
1904年9月3日、旅順港口封鎖に向かう途中、小平島南方2浬で触雷沈没した。20名が死亡ないし行方不明となり、54名が救助された。ロシア側は駆逐艦「スコールヌイ」が敷設した機雷に触れたのだろうとしている。
1905年6月1日、喪失を公表。同年6月15日、除籍された。

## 艦長
艦長
- 竹内次郎 少佐：1903年7月21日 - 1904年10月15日[7]